# Schlotheimia funiformis
Schlotheimia funiformis là một loài rêu trong họ Orthotrichaceae. Loài này được Taylor ex Dixon mô tả khoa học đầu tiên năm 1948.